# Лесовые
Лесовые (укр. Лісові) — село в Золочевской городской общине Золочевского района Львовской области Украины.
Население по переписи 2001 года составляло 68 человек. Занимает площадь 0,768 км². Почтовый индекс — 80736. Телефонный код — 3265.